# Gerlitzen
Gerlitzen – góra w Austrii wysokości 1909 m n.p.m. położona w paśmie Alp Gurktalskich w grupie górskiej Nockberge. Administracyjnie należy do kraju związkowego Karyntia, powiatu Villach Land, dwóch gmin Treffen i Arriach.
Gerlitzen jest popularnym ośrodkiem wśród narciarzy i narciarzy biegowych.

## Linki zewnętrzne

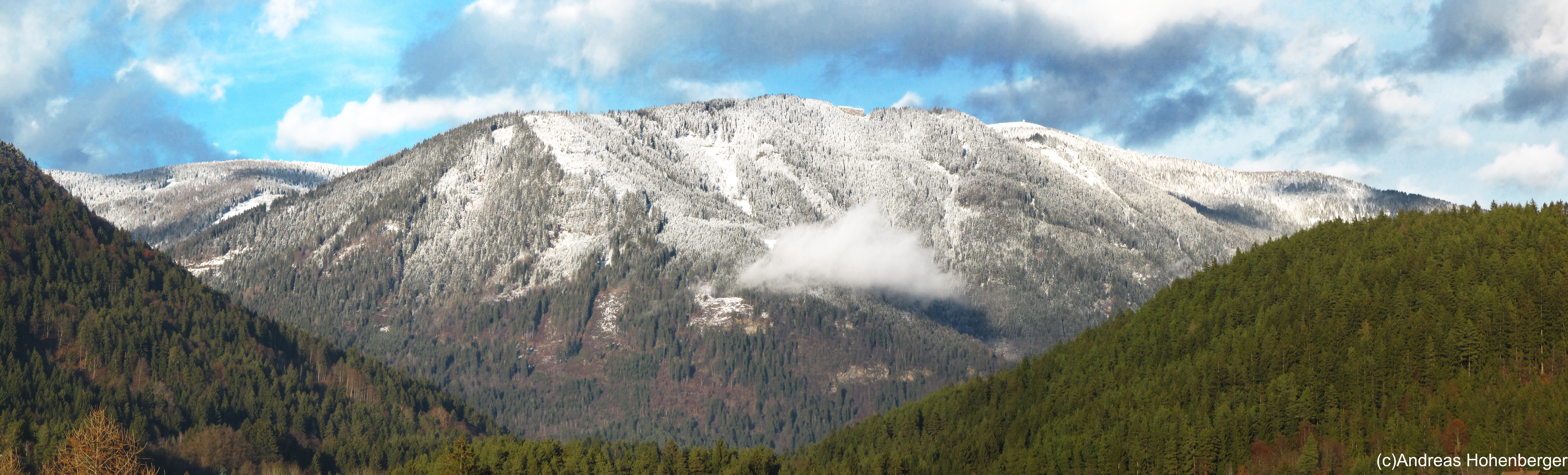
Panorama Gerlitzen z okolic Ossiacher See